# مسجد شهدای ابن سینا
مسجد شهدای ابن سینا مربوط به دوره قاجار است و در اصفهان، خیابان ابن سینا، کوچه کدخدا واقع شده و این اثر در تاریخ ۲۲ آبان ۱۳۸۶ با شمارهٔ ثبت ۱۹۸۸۰ به‌عنوان یکی از آثار ملی ایران به ثبت رسیده است.